# Icon Productions
Icon Productions ist ein US-amerikanisches Filmproduktionsunternehmen.

## Geschichte
1989 gründete Mel Gibson zusammen mit Bruce Davey die Produktionsfirma Icon Productions um den Film Hamlet zu produzieren. Im Jahr 2008 stieg Icon zum ersten Mal in den Filmvertrieb ein, indem Dendy Cinemas, Australiens größten unabhängigen Filmvertrieb und Art House Cinema, gekauft wurde.
Im September 2008 begannen Davey und Gibson gemeinsam mit Majestic Library den Verkauf der internationalen Verkaufs- und Filmvertriebsabteilungen von Icon. Die britischen Betriebe wurden an den US-amerikanischen Industriekonzern Access Industries verkauft. Das neue Unternehmen verwendet weiterhin den Icon-Namen und schloss mit Icon Productions einen Drei-Jahres-Vertrag für den Vertrieb der internationalen Rechte an den Produktionen. Der Verkauf wurde im November 2009 abgeschlossen. Der Deal umfasste die internationale Vertriebsgesellschaft von Icon, die Vertriebsorganisation mit Sitz in Großbritannien und die Majestic Films & Television-Libray, nicht jedoch die in Los Angeles ansässige Icon Productions LLC, die noch immer im Besitz von Davey und Gibson ist.

## Filmographie (Auswahl)
- 1990: Hamlet
- 1992: Forever Young
- 1993: Cool Blades – Nur der Sieg zählt
- 1993: Der Mann ohne Gesicht
- 1994: Maverick – Den Colt am Gürtel, ein As im Ärmel
- 1995: Braveheart
- 1997: Anna Karenina
- 1997: 187 – Eine tödliche Zahl
- 1997: Zigzag
- 1999: Payback – Zahltag
- 2000: Kevin und Perry tun es
- 2004: Die Passion Christi
- 2004: Paparazzi
- 2004–2005: Complete Savages
- 2005: Hard Candy
- 2006: Apocalypto
- 2006: Seraphim Falls
- 2007: Spiel mit der Angst
- 2009: Push
- 2009: Infestation
- 2010: Auftrag Rache
- 2010: Buried – Lebend begraben
- 2012: Get the Gringo
- 2014: Stonehearst Asylum – Diese Mauern wirst du nie verlassen
- 2016: Hacksaw Ridge – Die Entscheidung
- 2023: Sound of Freedom